# 1994 WW2
1994 WW2 är en asteroid i huvudbältet som upptäcktes den 30 november 1994 av den japanska astronomen Takao Kobayashi vid Ōizumi-observatoriet.
Asteroiden har en diameter på ungefär 9 kilometer.